# روغن جگر ماهی

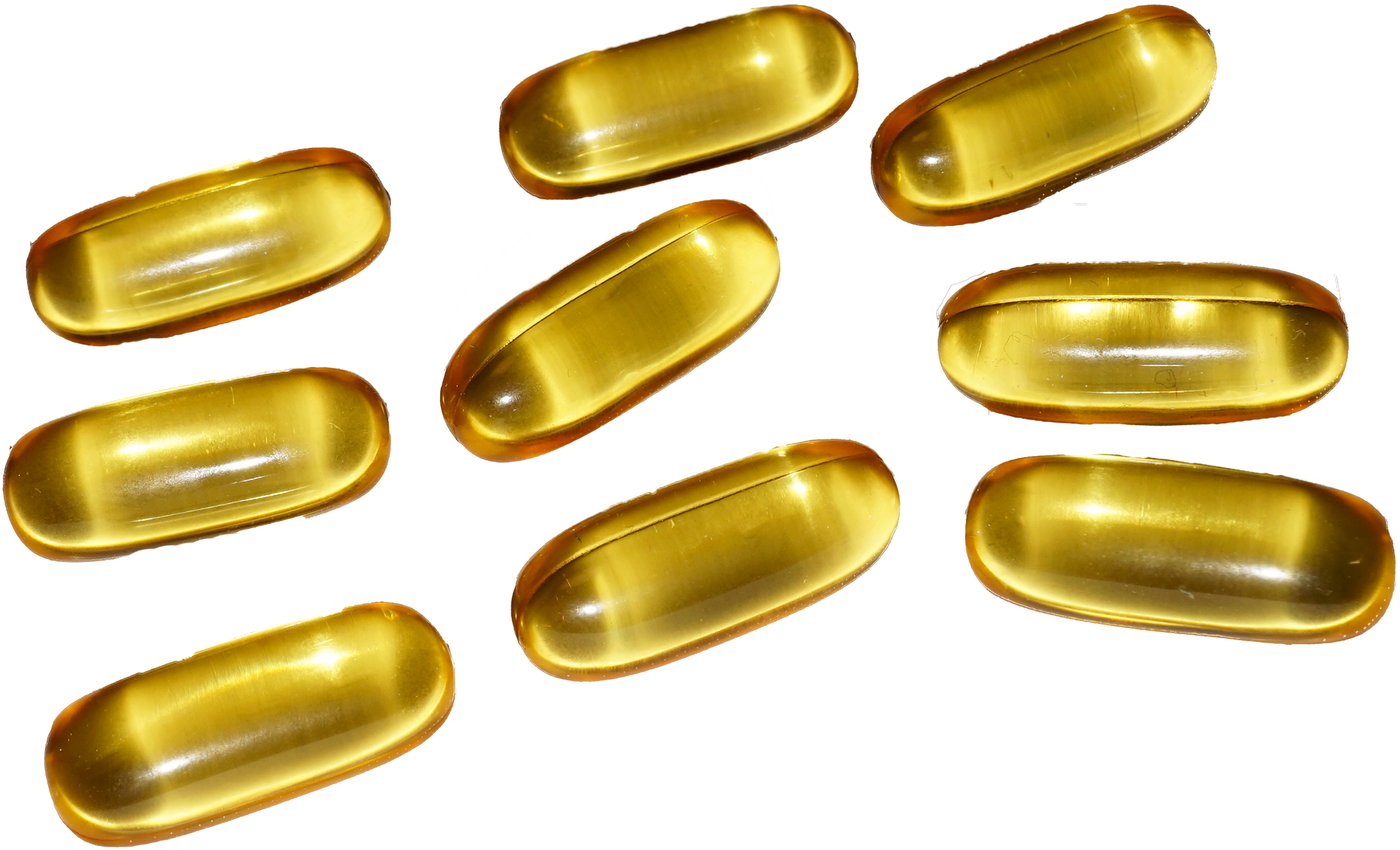

روغن کبد ماهی (به انگلیسی: Cod liver oil)
رده درمانی: املاح و مواد ضروری بدن
اشکال دارویی: کپسول

## موارد مصرف
روغن کبد ماهی در پیشگیری از بیماریهای قلبی عروقی، سکته، دمانس و اسکیزوفرنی به کار می‌رود. اسیدهای چرب امگا- ۳ برای حفظ سلامت مغز، قلب، مفاصل، دستگاه گوارشی و بسیاری از اندام‌ها مفید هستند. در کودکان، به دلیل سطح بالای ویتامین D در روغن کبد ماهی کاد برای جلوگیری از نرمی استخوان‌ها و سایر علائم کمبود ویتامین مصرف می‌شود.

## مکانیسم اثر
روغن کبد ماهی منبع غنی از اسیدهای چرب امگا – ۳ (ω-۳) شامل ایکوزاپنتانوئیک اسید (EPA) و دوکوزاهگزانوئیک اسید (DHA) بوده که جزء اسیدهای چرب ضروری می‌باشند. EPA و DHA در بدن به یکسری ترکیبات فعال شیمیایی به نام ایکوزانوئیدها تبدیل می‌شوند که در بسیاری از واکنشهای بیولوژیکی بدن نقش دارند:
این ماده خاصیت ضد التهابی داشته و مانع آزاد شدن ترکیباتی می‌گردد که در انعقاد پلاکتها و انقباض عروق نقش دارند و در نتیجه از خطر بروز سکته می‌کاهند. روغن ماهی می‌توانند از بروز یا پیشرفت دمانس، اسکیزوفرنی، افسردگی و رشد و تکامل مغزی نیز مؤثر باشد.
فایده دیگر روغن کبد ماهی مربوط به ویتامین E موجود در آن است. ویتامین E یک آنتی اکسیدان قوی است و بدن را از آسیب رادیکال‌های آزاد حفظ می‌کند. همچنین به فرایند اسیدهای چرب در بدن کمک می‌کند و سلامت موها و پوست را افزایش می‌دهد

## عوارض جانبی
تهوع، استفراغ، مسمومیت به دلیل مقدار زیاد ویتامین‌های A و D در آن. همچنین روغن کبد ماهی امکان دارد حاوی مواد مضری مثل جیوه و سموم محیطی (مانند آفت کشها) باشد.